# 孔清觉
孔清覺（1043年—1121年），佛教居士，自稱孔子後裔“魯聖之裔”。宋徽宗大觀年間創建白雲宗於浙江杭州白雲庵，一度勢力冠於江南。白雲宗以提倡素食為主，是中國佛教華嚴宗的支派。曾著《十地歌》。